# Archidiecezja San José de Costa Rica
Archidiecezja San José de Costa Rica (łac. Archidioecesis Sancti Iosephi in Costarica, hiszp. Arquidiócesis de San José de Costa Rica) – katolicka archidiecezja w Kostaryce.

## Biskupi diecezjalni

### Biskupi San José de Costa Rica
- Anselmo Llorente La Fuente 1851 – 1871
- Bernardo Agusto Thiel Hoffman 1880 – 1901
- Juan Gaspar Stork C.M. 1904 – 1920

### Arcybiskupi San José de Costa Rica
- Rafael Otón Castro Jiménez 1921 – 1939
- Víctor Sanabria Martínez 1940 – 1952
- Rubén Odio Herrera 1952 – 1959
- Carlos Humberto Rodríguez Quirós 1960 – 1979
- Román Arrieta Villalobos 1979 – 2002

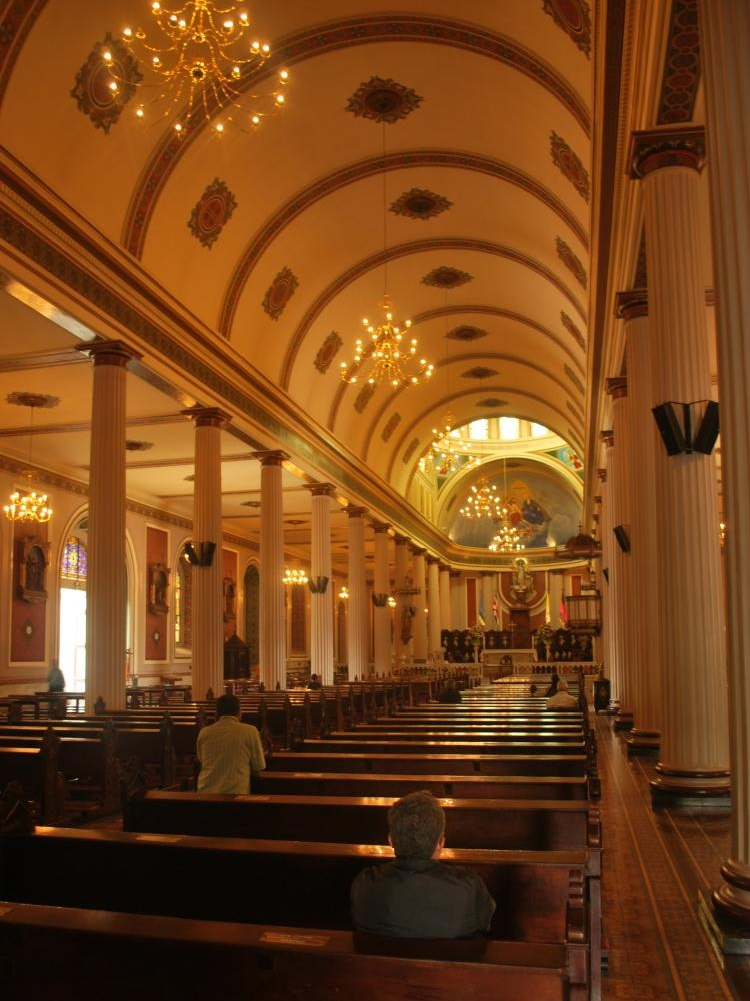
Katedra w San José

- Hugo Barrantes Ureña 2002 - 2013
- José Rafael Quirós Quirós 2013 -